# 月は東に日は西に
『月は東に日は西に』（つきはひがしにひはにしに）は、わかつきめぐみによる日本の漫画作品。『LaLa』（白泉社）で、1984年11月から1986年3月まで連載。花とゆめコミックス（全2巻）、愛蔵版（全1巻）、白泉社文庫版（全1巻）がそれぞれ刊行された。

## 概要
予算はないものの自由気ままな「楽描倶楽部」という弱小クラブを舞台に、当時の文化系部活動の気楽でバイタリティーあふれる日常を描いた連作短編。題名は与謝蕪村の発句「菜の花や月は東に日は西に」に由来している。

## あらすじ
かつて美術部から分離してできた楽描倶楽部（らくがきくらぶ）は、生徒会予算をもらえない代わりに、他の部の下請けアルバイトを黙認されて部費を捻出する弱小部である。鷺島先輩から部長を引き継いだ高橋茗は、同級生の春日野馨、後輩の佐藤茅菜、先輩の天野行宏らとともに、アイデアと行動力で部を切り盛りしていく。

## 登場人物一覧
（声優は『わかつきめぐみの宝船ワールド』の「宝船船上大宴会」での配役）

### 楽描倶楽部
高橋 茗（たかはし めい）
声 - 滋田みかよ
主人公。部長。物語の開始時は高校2年生。責任感が強くしっかり者で、旺盛な行動力と共に弱小の楽描倶楽部を引っ張る。入学当時、人見知りする性格を直そうと部活を探している最中に、鷺島にむりやり入部させられた。茅菜ら後輩から慕われているが、「うーっ、わんわんっ」などの呼び掛けに反射的に反応するなどの奇妙な一面も持ち合わせる。
春日野 馨（かすがの かおる）
声 - 直枝政太郎（カーネーション）
準主人公。物語の開始時は高校2年生。強い個性を持ち、常識はずれの言動をたびたび見せる一方、周囲への面倒見の良さと機転で部長（茗）を支える。目が隠れるほどの前髪が特徴。目は全編を通して一度も描かれていない。米犬と呼ばれる3匹の犬を飼う。
佐藤 茅菜（さとう ちな）
声 - 上野洋子 (ZABADAK)
茗の1年後輩で、物語の開始時は高校1年生。先輩（茗）を心から慕い、後に部長に就任する。元気と明るさが取り柄で、周囲の反感も意に介さないマイペースぶりを発揮し続ける。
天野 行宏（あまの ゆきひろ）
声 - 高橋栄造（ファンロード）
茗の2年上の先輩。半年以上全国を旅行して留年したため、物語の開始時は高校3年生。周囲を立てる優しい人物。妹（ゆず）には「行様」と呼ばれる。
鷺島 夕（さぎしま ゆう）
声 - DARIE（ニュー・トーテム・ポールズ）
先代部長。天野行宏とは同い年。高校3年当時、春の部結成日に入部希望者がいなかったため、通りかかった新入生を連行する「部員狩り」を行い、茗と馨を部員にした。剛毅な面が目立つが、仲間や後輩への思いやりも強い。
天野 ゆず（あまの -）
声 - 倉林加奈（オレンジ・パラドックス）
天野行宏の妹で、2年目の春に入学。中学時代から茗に憧れ、楽描倶楽部へ入部しようと同じ高校に入った。思い込みが激しく、先輩らしさに欠ける茅菜に反発していたが、次第に茅菜と行動を共にする。
宮原 霖（みやはら りん）
声 - 泉水敏郎（タイツ）
部員。天野ゆずと同期。進学前に見た茗たちが手がけた文化祭の展示で入部を決めた。病弱ながらもハードな部活動についていく。個性的な人物の中で埋もれがちだが、芯の入った一面も見せる。

### 高橋家
高橋 梅子（たかはし うめこ）
声 - 丸木戸定男
茗の母で、通称「ハイパー母さん」「日本の母」。若くして結婚し茗らを育てた肝の据わった母親ながら、馨の米犬たちと会話したり、茗に幽霊のサインをねだるなど、子どもっぽい一面を持つ。
高橋 晃之介（たかはし こうのすけ）
声 - 渡辺一（ぱふ）
茗の弟。母や姉と正反対の大人しい性格の持ち主。

### その他
石原 今日子（いしはら きょうこ）
声 - A（○にA）森千春（ファンロード）
美術部員。茗や馨と同学年で、物語の開始時は高校2年生。「美術部のうるさがた」として茗に嫌味を言うなどちょっかいを出すが、次第に茗や楽描倶楽部のシンパとなる。白泉社文庫版のあとがき担当者は、天野ゆずとともにお気に入りのキャラクターに挙げた。
水倉 智広（みずくら ともひろ）
新聞部部長。茗と同学年で、物語の開始時は高校2年生。数少ない楽描倶楽部の理解者の一人で、定期的に楽描倶楽部に仕事を依頼する。本編中では名字だけだったが、愛蔵版の1/4スペースに初めて姓名が記された。
米犬
米の品種名から名付けられたコシヒカリ、ササニシキ、コシジワセの3匹の犬の総称。子犬の時に小学生の馨の後を追いかけ、押しかけ状態で馨に拾われた。モデルの犬種はシェットランド・シープドッグ。たびたび話の中心に登場する。
- コシヒカリ

声 - 泉水敏郎（タイツ）
- ササニシキ

声 - わかつきめぐみ
- コシジワセ

声 - 桜井裕子（ビクター）

## 各話一覧
（かっこ内はLaLa掲載号）
- 第1話　怒涛の文化祭前夜（1984年11月）
- 第2話　母の肖像（1984年12月）
- 第3話　HEART BREAK（1985年2月）
- 第4話　春（1985年3月）
- 第5話　定例風炎現象（1985年4月）
- 第6話　梅雨・ぱらのいあ（1985年6月）
- 第7話　怪談・天夏粉（1985年8月）
- 写真館・ぱたぱたぱた（1985年9月）
- 第8話　地上の空 空の海（1985年10月）
- 第9話　雪桃（1985年10月）
- 写真館・さらさらさら（1986年1月）
- 第10話　Dancing Beans（1986年2月）
- 第11話　My Dear（1986年3月）

このほか2021年6月発行の『わかつきめぐみ迷宮探訪』（白泉社）に、35年ぶりとなる12ページの描き下ろし作品「月は東に日は西に」が掲載された。

## 単行本

### 花とゆめコミックス
第1巻（ISBN 4-592-11565-1）初版 1985年7月25日
第2巻（ISBN 4-592-11566-X）初版 1986年5月26日

### 愛蔵版
全1巻（ISBN 4-592-13816-3）初版 1991年12月1日
- 1/4スペースを書き下ろしのキャラクターカットに差し替え。
- 書き下ろしの「さいごにひとこと」を巻末に追加。

### 白泉社文庫版
全1巻（ISBN 4-592-88285-7）初版 2000年3月20日
- 1/4スペースは愛蔵版と同じ。解説は庵野秀明。